# János Czecz

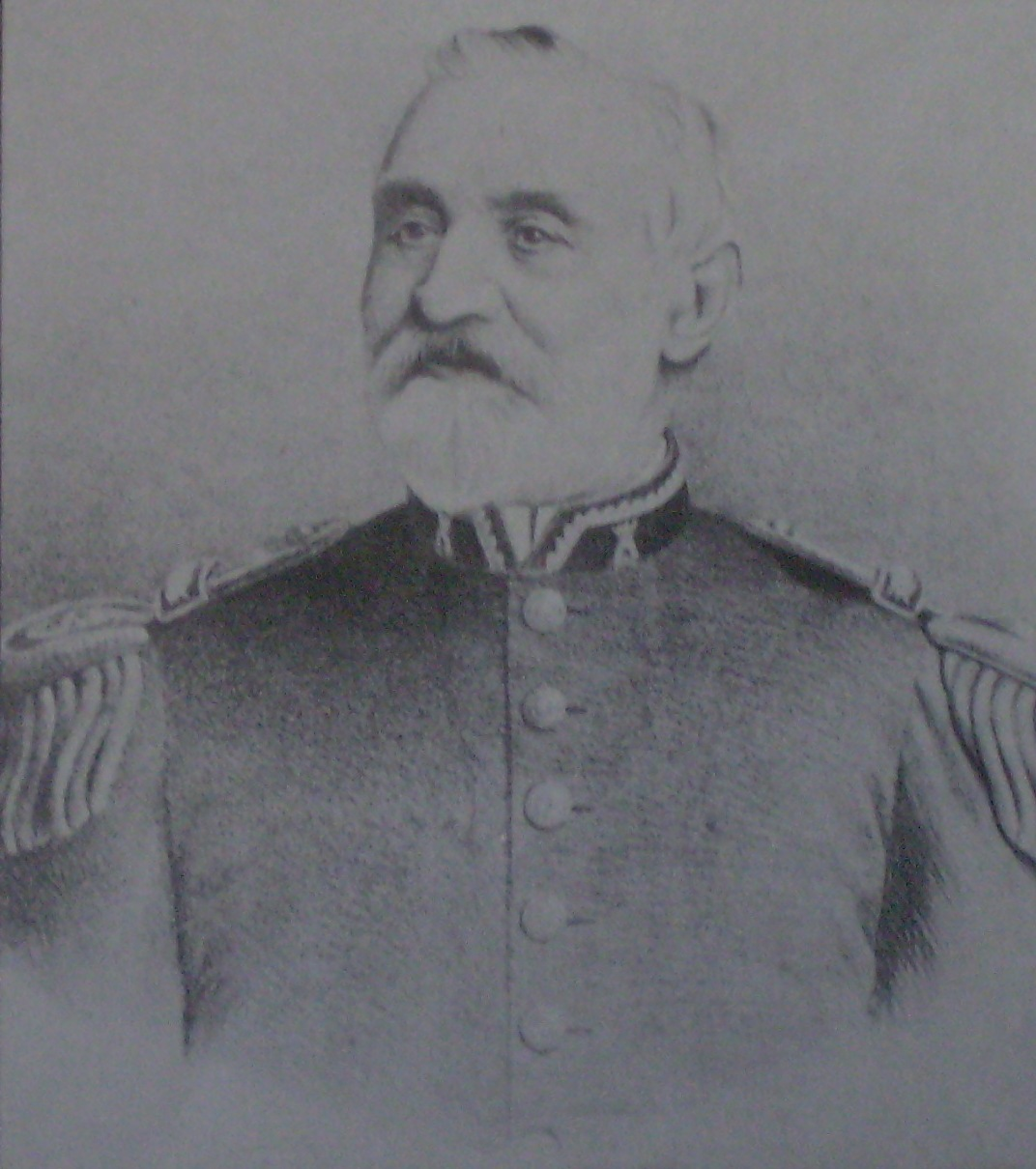
János Ferenc Czetz

János Ferenc Czecz, auch Johann Ferdinand Czetz bzw. Juan Fernando Czetz (* 8. Juni 1822 in Ghidfalău/Gidófalva, Siebenbürgen; † 6. September 1904 in Buenos Aires) war ein österreichischer und argentinischer Militärtechniker, Offizier und ungarischer Freiheitskämpfer.

## Leben
Czecz war der Sohn eines kaiserlichen Husarenoffiziers. Er besuchte die Theresianische Militärakademie in Wiener Neustadt. Er trat 1842 als Leutnant in ein österreichisches Infanterieregiment ein, kam 1846 zum österreichischen Generalstab, im Juni 1848 in das ungarische Kriegsministerium und dann als Militärreferent zum Landesverteidigungsausschuss, wo er mit den Führern der ungarischen Aufstands bekannt wurde.
Lajos Kossuth ernannte ihn zum Chef des Generalstabs in Siebenbürgen und übergab ihm an Stelle Baldaccis das Kommando über die dortigen Armeereste. Bald hatte Czecz die Armee reorganisiert und rechtfertigte das Vertrauen, das ihm der Obergeneral Józef Bem schenkte.
Czecz wurde im Mai 1849 zum General und Kommandierenden in Siebenbürgen befördert; doch konnte er wegen einer Verletzung am Fuß nicht persönlich an den Operationen gegen die vordringenden Russen teilnehmen. Nach der verlorenen Schlacht von Világos ging er nach Ungarn, wo er den Winter hindurch bei Freunden verborgen blieb, bis er im Frühjahr 1850 über Hamburg nach England fliehen konnte. Hier gab Czecz seine „Memoiren über Bems Feldzug in Siebenbürgen in den Jahren 1848 und 1849“ (Hamburg 1850) heraus.
Von England aus übersiedelte er nach Spanien, wo er Prudencio Rosas, einen argentinischen Militärführer kennenlernte. Er kehrte nochmals nach England zurück, wo er den Bruder von Prudencio Rosas, den ehemaligen argentinischen Diktator Juan Manuel de Rosas, der dort im Exil in Southampton lebte, besuchte. Von England reiste er wieder zurück nach Spanien, wo er in Sevilla Basilia Ortiz de Rosas, die Tochter von Prudencio Rosas ehelichte. Nach dem Tod des Schwiegervaters reiste das Paar 1860 nach Argentinien.
Dort arbeitete er zuerst als Vermesser und trat dann in dieser Eigenschaft und dank Unterstützung von Lucio Victorio Mansilla, eines Cousins seiner Frau dem argentinischen Militär bei. Hier schuf er das erste moderne Kartenwerk, das die Grenzen Argentiniens zu Brasilien und Paraguay aufzeichnete. Zu Beginn des Tripel-Allianz-Krieges gegen Paraguay wurde er zum Oberst befördert, war aber durch eine monatelange Erkrankung ans Bett gefesselt und verhindert. 1866 war er mit der Planung einer Eisenbahnlinie zwischen Santa Fe und Esperanza (Santa Fe) beschäftigt. Als es im Süden der Provinz Córdoba zu Auseinandersetzungen kommt, wird er mit der Anlage von Befestigungen in der Gegend der heutigen Stadt General Villegas beauftragt. 1870 gehört er mit zu den Organisatoren, die die argentinische Militärakademie begründeten. Ab 1875 war er als Leiter für die topographische Erschließung der Provinz Entre Rios zuständig. Daneben war als Lehrer am Colegio del Uruguay dieser Provinz tätig. In seinen letzten Jahren beschäftigte er sich wieder mit der Planung von Eisenbahnstrecken im Süden der Provinz Buenos Aires. Er starb 1904 in der argentinischen Hauptstadt.